# Tyler Duguid
Pour les articles homonymes, voir Duguid.

a Compétitions nationales et continentales officielles uniquement.

b Matchs officiels uniquement.
Dernière mise à jour le 16 juillet 2025.
Tyler Duguid, né le 17 octobre 2000 à Edmonton (Canada), est un joueur international français d'origine canadienne de rugby à XV. Il évolue au poste de deuxième ligne au Montpellier HR en Top 14.

## Biographie

### Jeunesse et formation
Tyler Duguid naît à Edmonton (Canada). Il commence la pratique du rugby à XV vers l'âge de dix ans au sein du Edmonton Nor'Westers Rugby Club, puis rejoint la Harry Ainlay Titans High School où il est capitaine de l'équipe de rugby et joue également pour la seconde équipe de football de l'établissement,. Il est ensuite scolarisé au sein de l'Université de l'Alberta où il pratique la lutte gréco-romaine, remportant des titres nationaux, et le football.
Il joue également pour le club d'Edmonton Gold (en) et il est retenu avec le Prairie Wolf Pack.
Il joue aux postes de troisième ligne centre, pilier et deuxième ligne durant sa jeunesse, mais se concentre sur ce dernier poste pour la suite de sa carrière.
Pendant l'été 2018, il passe quelques mois en Nouvelle-Zélande où il joue au rugby.
Côté sélection nationale, il connaît les sélections des moins de 16 et 18 ans. Puis, il est sélectionné avec l'équipe du Canada des moins de 20 ans pour le Trophée mondial 2018,, puis pour l'édition 2019.
Durant l'été 2019, il rejoint le RC Narbonne, puis le centre de formation du Montpellier HR l'année suivante pour une durée de deux années.

### Carrière professionnelle
Tyler Duguid fait ses débuts professionnels le 1er mai 2021 lors d'une demi-finale de Challenge européen contre Bath Rugby en remplaçant Alexandre Bécognée dans les dernières minutes du match. Par la suite, il remporte la finale de cette compétition face aux Leicester Tigers, en étant remplaçant lors de cette rencontre.
Durant l'été 2021, il signe une prolongation de contrat jusqu'en 2023. Lors de la saison 2021-2022, son club remporte le Top 14 mais il ne dispute pas la finale.
Durant la saison 2022-2023, il prolonge son contrat jusqu'en 2025 avec Montpellier. Il intègre la rotation de l'effectif après les absences de Paul Willemse et Bastien Chalureau, et dispute un total de vingt rencontres pour neuf titularisations.
En mai 2024, après une saison prometteuse de sa part, où son temps de jeu augmente drastiquement, et malgré les difficultés de son équipe, son contrat est prolongé de deux saisons supplémentaires, soit jusqu'à l'été 2027.
Au début de la saison 2024-2025, il annonce son intention de jouer pour l'équipe de France plutôt que pour son pays de naissance, le Canada. Durant la saison, il obtient finalement son passeport français, lui permettant d'être désormais sélectionnable. Avec le Montpellier HR, il s'impose comme un titulaire avec 26 rencontres dont 20 comme titulaire.
Fin juin 2025, il est retenu en équipe de France A (équipe de France réserve) afin d'affronter leurs homologues anglais. Titulaire pour ce match, il réalise une bonne performance et l'équipe de France parvient à s'imposer 26 à 24 en fin de rencontre. Peu après ce match, il est retenu en équipe de France dans un groupe de 37 joueurs pour disputer la tournée d'été en Nouvelle-Zélande. Tyler Duguid honore sa première sélection officielle lors de la première rencontre face aux All Blacks le 5 juillet suivant .

## Vie privée
Son frère Kaden est également joueur de rugby à XV et joue en France, tandis que sa sœur Abby joue en Angleterre,.
Ses oncles, John et Luke Tait sont d'anciens joueurs internationaux canadiens de rugby à XV.

## Statistiques en équipe nationale
Au 16 juillet 2025, Tyler Duguid compte 1 cape en équipe de France, dont 1 en tant que titulaire, depuis le 5 juillet 2025 contre la Nouvelle-Zélande.
| Année | Compétition | Matchs | Points | Essais |
| ----- | ----------- | ------ | ------ | ------ |
| 2025  | Test matchs | 1      | 0      | 0      |
| Total | Total       | 1      | 0      | 0      |

## Palmarès
- Vainqueur du Challenge européen en 2021 avec le Montpellier HR.
- Vainqueur du Top 14 en 2022 avec le Montpellier HR.